# Centaure (essai nucléaire)
Pour les articles homonymes, voir Centaure (homonymie).
Centaure est le nom du 58e essai atomique français destiné à développer possiblement une TN 80. Il a lieu le 17 juillet 1974 à 7 h (heure tahitienne) à Moruroa en zone Denise sous ballon captif d'une altitude de 270 m avec une puissance de 4 kt.
Le tir ne se déroule pas comme prévu, le champignon atomique qui devait culminer à 8 000 m, n'a finalement atteint que 5 200 m,, ce qui provoqua que le nuage qui devait aller vers le nord, ira finalement vers l'Archipel de la Société, à l'ouest. Selon le dernier rapport de l'ASNR (2025), la population tahitienne « a tout d'abord été exposée au rayonnement émis par les gaz et particules radioactives en suspension dans l'air ainsi qu'à leur inhalation durant le passage des masses d'air contaminées puis, par la suite, par exposition externe aux dépôts radioactifs et ingestion de denrées alimentaires contaminées ».
Les conséquences dosimétriques de cet essai pour la population tahitienne ont d'abord été estimées par les archives militaires avant d'être réévalué par la Direction des Applications Militaires du Commissariat à l’Énergie Atomique, en 2006, puis par un rapport d'expertise de l'INSERM (2021), puis par Philippe et al (2022), puis par un rapport de l'ASNR (ex-IRSN) (2025), cette fois avec méthodologie « assez différente » de celles utilisées par les évaluations antérieures). 

## Déroulement de l'essai

### Reports dus aux conditions météo
Initialement prévu pour le 2 juillet, le tir est reporté après le tir Gémeaux en raison de mauvaises conditions météorologiques.
Au total, treize reports seront décidés avant que l'essai ne soit finalement réalisé le 17 juillet 1974.
Pour cet essai, les énergies E1, EN, et Es correspondent respectivement à un nuage pouvant atteindre 12 000, 8 500 et 2 600 m selon les prévisions.
Les étapes clés de ces décisions sont les suivantes :
10 juillet : Le dispositif opérationnel pour l'expérimentation est mis en position J-2 avant le tir. 
11 juillet : La situation est en J-1, dans la soirée, franchissement du « Rubicon », demain sera le jour du tir. 
12 juillet : À 5 h, l'heure de l'essai est reportée puis annulée à 7 h en raison de retombées potentielles sur Tureia et les atolls du nord, entraînant un retour à la situation J-1. 
13 juillet : retour à J-2 à cause de conditions météorologiques défavorables. 
14 juillet : Maintien du dispositif opérationnel en J-2. 
15 juillet : Situation à J-1, et à 19 h, « Rubicon » non franchi, donc maintien à J-1 pour le lendemain. 
16 juillet: Situation en J-1, à 19 h, le « Rubicon » est franchi, le lendemain sera le jour J. 

### Réalisation du tir
Le 17 juillet, lors de la réunion préparatoire de 8 h, le GOEN donne le feu vert pour le tir, avec des estimations qui donne une énergie estimée à 4 kt et un nuage atteignant 3 500-4 000 mètres, la retombée se dirigeant vers l'ouest-nord-ouest. Étant donné les vents de la couche 1 000-2 000 m et le risque de pluie, la retombée risque de toucher Tematangi, une évacuation par hélicoptère Super-Frelon est décidée pour les quelques personnes présentes à Tematangi.
L'essai est effectué sur la face nord d'une cellule anticyclonique en voie d'affaiblissement centrée sur l'atoll de Morane avec des vents de basse couche de secteur sud-est de 10 nœuds, tendant à faiblir durant la journée. 
À H+10 min, la tête du nuage de couleur ocre se détache du pied. Le sommet du pied bourgeonne en formant une petite tête blanche cerclée d'un anneau ocre. La tête du nuage culmine à 5 200 m, altitude nettement plus basse que la prévision. 
Les navires observateurs étrangers sont le Huntsville (bâtiment US), les deux bâtiments soviétiques Akademik Shirshow et Priliv, ainsi que le Sir Percivale (GB) et au plan aérien, un AC 135 (US) accompagné d'un KC 135 ravitailleur.
Quatre pénétrations pilotées (quatre passages) sont réalisées à une altitude de 2 743 à 3 048 mètres, aux alentours de H+1. Le dispositif de protection de la zone Kathie, par arrosage en pluie, n'est pas mis en place pour cette expérimentation.

## Conséquences radiologiques sur les sites d'expérimentations
Les dégâts mécaniques en zone Denise sont peu importants, les deux barges secondaires sont coulées mais la barge principale reste en place. Les débits de dose sur la zone Denise sont dus à l'activation et sont compris à H+1 h 30 entre 1,4 et 4,5 mSv/h à un mètre du sol. À J+4, cette valeur tombe à moins de 10 µSv/h sur l'ensemble de la zone.
Le lagon ne contient que des produits d'activation (essentiellement 24Na).
L'activité maximale relevée à H+2 h 15 est de 10,36 GBq/m3. La tache reste localisée entre la passe et Camélia, et disparaît en quelques jours.
Sur la barge principale, on relève à H+3 h 15 des débits de dose au contact allant jusqu'à 1,5 Sv/h, Un ponton « plongeurs » est mis en place en zone Denise à J+3 pour réaliser le découpage des chaînes de la barge principale et permettre son remorquage vers Aline, afin de laisser opérer sa décroissance radioactive hors des chantiers opérationnels.
Une retombée est détectée à l'ouest du PEA. Le reste de l'atoll de Moruroa ainsi que Fangataufa ne font l'objet d'aucune autre retombée. À J au soir, il ne reste donc contrôlé que l'accès au PEA Denise et sa zone ouest. Une cabine vestiaires-douches mobile (CVDM) est donc mise en place à cet effet, le soir de J, à Exter 0. Une seconde CVDM est mise en place à J+2.
À J+5, après assainissement, la zone Denise est rendue libre et une des deux CVDM est transférée en zone ouest Denise pour assurer le contrôle de la zone des expériences de sécurité.
Les doses maximales reçues par le personnel du groupe Sites lors des missions opérationnelles du jour J et lors des travaux d'assainissement sont de 1 à 1,5 mSv. Lors des pénétrations pilotées, elles sont comprises entre 11 et 17 mSv.

## Conséquences en Polynésie Française
La seule retombée directe est observée sur l'atoll de Tematangi ; Le débit de dose maximal relevé est de l'ordre de 0,5 µSv/h à H+14.
Des retombées différées atteignent les îles du vent dont Tahiti et les îles sous le vent, les 19, Le nuage principal génère plusieurs nuages secondaires qui suivent des trajectoires distinctes globalement dirigées vers l'ouest.
Des précipitations de forte intensité, conjuguées aux effets de relief (blocage des nuages) conduisent à un dépôt au sol hétérogène de l'ordre de 1,85 MBq/m2 au PCR de Māhina.
Les valeurs maximales enregistrées, par ce PCR, sont pour la radioactivité atmosphérique de 518 Bq/m3 et le débit de dose de 3,9 Sv/h.
La dose correspondante est estimée à 0,9 mSv. Lors de son retour vers Papeete, le TCD Ouragan détecte une retombée à H+35 au niveau de 0,02 à 0,05 mSv/h. Le lavage du pont est effectué par le dispositif d'arrosage en pluie.

## Conséquence radiologique dans l'archipel de la Société

### Tahiti
| Doses (mSv)                     | Dose efficace | Dose thyroïde |
| ------------------------------- | ------------- | ------------- |
| Inhalation                      | 0,046         | 0,27          |
| Exposition externe au panache   | 0,002         |               |
| Exposition externe au dépôt     | 0,053         |               |
| Consommation de lait            | 0,03          | 0,4           |
| Consommation d'eau              | 0,016         | 0,2           |
| Consommation d'œuf et de viande | 0,046         | 0,57          |
| Consommation de végétaux        | 0,15          | 1,7           |
| Consommation de produits marins | 0,11          | 1,22          |
| Bilan                           | 0,5           | 4,4           |

| Doses (mSv)                     | Dose efficace | Dose thyroïde |
| ------------------------------- | ------------- | ------------- |
| Inhalation                      | 0,52          | 3,1           |
| Exposition externe au panache   | 0,025         |               |
| Exposition externe au dépôt     | 1,2           |               |
| Consommation de lait            | 0,2           | 1,7           |
| Consommation d'eau              | 0,03          | 0,3           |
| Consommation d'œuf et de viande | 0,0246        | 0,25          |
| Consommation de végétaux        | 0,41          | 4,5           |
| Consommation de produits marins | 0,177         | 1,96          |
| Bilan                           | 2,6           | 11,8          |

| Doses (mSv)                     | Dose efficace | Dose thyroïde |
| ------------------------------- | ------------- | ------------- |
| Inhalation                      | 1,9           | 11            |
| Exposition externe au panache   | 0,09          |               |
| Exposition externe au dépôt     | 1,1           |               |
| Consommation de lait            | 0,03          | 0,4           |
| Consommation d'eau              | 0,0045        | 0,05          |
| Consommation d'œuf et de viande | 0,025         | 0,23          |
| Consommation de végétaux        | 0,225         | 2,6           |
| Consommation de produits marins | 0,177         | 1,96          |
| Bilan                           | 3,6           | 16,2          |

## Nouvelle évaluation de l'ASNR (2025)
Une nouvelle étude préliminaire a été « présentée au Comité d'indemnisation des victimes des essais nucléaires (CIVEN) en juillet 2022, puis mentionnée le 23 mai 2024 lors de l'audition de l'IRSN par la Commission d'enquête parlementaire relative aux essais nucléaires français » qui a fait que le Directeur général de l'INRS a commandé un nouveau rapport.
L'IRSN (devenu ASNR) a choisi une méthode combinant les résultats de mesures disponibles à un modèle dynamique des transferts de radionucléides dans l'environnement (plate-forme SYMBIOSE), pour estimer les niveaux de contamination post-essai, et évaluer la dose efficace et équivalente à la thyroïde reçues, à tous les âges dans six localités représentatives. Des doses « moyennes » sont ainsi calculées (plutôt que les plus élevées possibles) pour six lieux. cette étude ne fournit pas de moyennes populationnelles, ni de calculs de doses individuels précise l'étude. 
Les doses efficaces moyennes ainsi calculées pour les douze mois suivant l'explosion vont de 0,4 mSv pour les adolescents ou adultes à Taravao à 5,6 mSv pour les enfants de 1 à 2 ans à Hitiaa. Les doses observées les plus élevées concernent les très jeunes enfants et les zones de dépôts les plus radioactives. Les facteurs principaux sont l'ingestion (notamment l'iode 131) via les légumes et de lait ; l'exposition externe aux dépôts de certains radionucléides (tellure-iode 132, baryum-lanthane 140, zirconium-niobium 95, ruthénium 103). 
Des incertitudes liées au manque de données de mesures réelles, et au manque d'informations sur les rations alimentaires ou l'origine des aliments à l'époque, font que, selon ASNR seuls les ordres de grandeur sont à retenir : les doses efficaces estimées sont de l'ordre du millisievert, allant de moins de 1 mSv à quelques mSv, et les doses équivalentes à la thyroïde de quelques mSv à quelques dizaines de mSv. Le rapport invite à tenir compte du fait que « l'origine des denrées consommées a pu être à l'origine de singularités (par exemple la consommation de denrées produites sur une zone fortement touchée par les dépôts par des personnes résidant sur une localité beaucoup moins touchée, et inversement », et que les doses calculées sont proches des moyennes fournies par d'autres études (CEA 2006, Philippe et al. 2021, 2022) qui comportaient aussi « des incertitudes importantes »).

### Résultat dosimétriques selon l'étude de l'ASNR
| Doses (mSv) | Dose efficace | Dose thyroïde |
| ----------- | ------------- | ------------- |
| Hitia'a     | 2,7           | 14            |
| Māhina      | 1,6           | 11            |
| Pape'ete    | 0,6           | 5             |
| Pūeu        | 1,3           | 6             |
| Taravao     | 0,4           | 3             |
| Teahupo'o   | 3,2           | 11            |

## Interprétation des résultats des doses de radiation suite au tir Centaure d’après l'Inserm
Les essais nucléaires réalisés dans le Pacifique, notamment l'essai "Centaure" mené en 1974, ont entraîné des retombées radioactives dans plusieurs régions de la Polynésie française. Les résultats des doses de radiations reçues par la population adulte ont été mesurées à travers différentes sources d'exposition, comprenant l'inhalation de particules radioactives, l'exposition externe aux dépôts, et la consommation d'aliments contaminés (lait, eau, végétaux, produits marins, etc.). Ces doses ont été exprimées en millisieverts (mSv), une unité de mesure utilisée pour évaluer les effets biologiques des radiations.

### Doses mesurées à Hitia'a, Pīraʻe et Taravao et Teahupo'o
Les doses efficaces, qui reflètent l'impact global des radiations sur l'organisme, ont été mesurées dans trois zones principales : Hitia'a (correspondant à la côte ouest), Pīraʻe (correspondant au nord-est) et Taravao et Teahupo'o (correspondance à la péninsule de Tahiti Iti), avec des résultats variés selon l’intensité de l'exposition dans chaque zone.
1. À Pīraʻe, les doses efficaces moyennes ont été mesurées à 0,5 mSv, avec des doses thyroïdiennes atteignant 4,4 mSv. Cela indique une exposition relativement faible pour la population de cette zone, bien en deçà des seuils associés à des risques sanitaires significatifs.
2. À Hitia’a, les doses efficaces moyennes ont été mesurées à 2,6 mSv, avec des doses thyroïdiennes atteignant 11,8 mSv. Les doses de radioactivité sont légèrement supérieures à celle mesurée à Pīraʻe, ce qui peut suggérer une plus grande exposition à la contamination radioactive.
3. À Taravao et Teahupo’o, les doses étaient nettement plus élevées, avec une dose efficace de 3,6 mSv et une dose thyroïdienne de 16,2 mSv. Ces valeurs suggèrent une exposition plus importante, probablement due à une dispersion des retombées radioactives plus marquée dans ces régions.

### Comparaison avec les niveaux de radiation naturels
Pour donner un contexte à ces résultats, il convient de comparer ces doses à celles rencontrées dans la vie quotidienne. En France, la dose moyenne de radiation naturelle à laquelle la population est exposée est d’environ 2,7 mSv par an. Cela inclut les radiations provenant des sols, des matériaux de construction, et des rayonnements cosmiques. Par rapport à ces niveaux de fond naturel, les doses mesurées dans les zones affectées par les retombées de l’essai Centaure sont relativement faibles.

### Effets sanitaires attendus
Les doses mesurées lors de l'essai Centaure sont inférieures à 10 mSv, un seuil au-delà duquel des effets sanitaires tels que l'augmentation du risque de cancer de la thyroïde sont généralement observés. Toutefois, les effets sont « minimes » pour les doses inférieures à ce seuil. En effet, à des niveaux de radiation aussi faibles, le risque de développer des cancers supplémentaires reste extrêmement faible.
En supposant que la relation trouvée aux expositions importantes puisse être extrapolée vers les doses faibles, on estime qu’une exposition de 1 mSv conduira à la survenue de 10 cancers, dont 5 mortels, pour 100 000 personnes. Rappelons qu’environ un quart des humains développent un cancer au cours de leur vie, et plus d’un tiers dans les pays développés. Ainsi, parmi une population de 10 000 personnes exposées à 1 mSv, on aurait statistiquement environ 3 000 cancers, dont un seul possiblement dû à l’exposition soit le total serait de l’ordre de dizaine de cancers pour 100 000 habitants.

### Conclusion
Les résultats des doses de radiation mesurées après l'essai Centaure montrent que l'exposition à la radioactivité dans les zones affectées, bien que supérieure aux niveaux naturels, reste relativement faible. Les risques de conséquences sanitaires graves, notamment en termes de cancer de la thyroïde, sont limités et probablement réduits à un nombre très faible de cas. Ces niveaux de radiation sont bien en dessous des seuils généralement associés à des effets biologiques significatifs, et en comparaison avec les doses de fond naturel, l'impact sur la santé publique est considéré comme minime. Le rapport scientifique de l'Inserm conclura : 
Bien qu’insuffisants pour conclure de façon solide sur les liens entre les retombées des essais nucléaires atmosphériques et la survenue de pathologies radio-induites en Polynésie française, ces résultats ne permettent pas non plus d’exclure l’existence de conséquences sanitaires.